# Босута
Босута је насеље у Србији у општини Аранђеловац у Шумадијском округу. Према попису из 2022. има 290 становника (према попису из 2011. било је 470 становника).

## Демографија
У насељу Босута живи 532 пунолетна становника, а просечна старост становништва износи 48,7 година (47,6 код мушкараца и 49,7 код жена). У насељу има 231 домаћинство, а просечан број чланова по домаћинству је 2,62.
Ово насеље је скоро у потпуности насељено Србима (према попису из 2002. године), а у последња три пописа, примећен је пад у броју становника.
|  |

| Демографија | Демографија | Демографија |
| Година      | Становника  | Становника  |
| ----------- | ----------- | ----------- |
| 1948.       | 1.358       |             |
| 1953.       | 1.321       |             |
| 1961.       | 1.211       |             |
| 1971.       | 1.034       |             |
| 1981.       | 856         |             |
| 1991.       | 698         | 688         |
| 2002.       | 606         | 616         |
| 2011.       | 470         |             |
| 2022.       | 290         |             |

| Етнички састав према попису из 2002.‍ | Етнички састав према попису из 2002.‍ | Етнички састав према попису из 2002.‍ | Етнички састав према попису из 2002.‍ | Етнички састав према попису из 2002.‍ |
| ------------------------------------ | ------------------------------------ | ------------------------------------ | ------------------------------------ | ------------------------------------ |
|                                      |                                      |                                      |                                      |                                      |
| Срби                                 | Срби                                 |                                      | 601                                  | 99,17%                               |
| Румуни                               | Румуни                               |                                      | 1                                    | 0,16%                                |
| Муслимани                            | Муслимани                            |                                      | 1                                    | 0,16%                                |
| непознато                            | непознато                            |                                      | 0                                    | 0,0%                                 |

| Година пописа     | 1948. | 1953. | 1961. | 1971. | 1981. | 1991. | 2002. |
| ----------------- | ----- | ----- | ----- | ----- | ----- | ----- | ----- |
| Број домаћинстава | 253   | 260   | 264   | 265   | 247   | 213   | 231   |

| Број чланова      | 1  | 2  | 3  | 4  | 5  | 6 | 7 | 8 | 9 | 10 и више | Просек |
| ----------------- | -- | -- | -- | -- | -- | - | - | - | - | --------- | ------ |
| Број домаћинстава | 55 | 84 | 34 | 30 | 15 | 7 | 5 | 0 | 1 | 0         | 2,62   |

| Пол    | Укупно | Неожењен/Неудата | Ожењен/Удата | Удовац/Удовица | Разведен/Разведена | Непознато |
| ------ | ------ | ---------------- | ------------ | -------------- | ------------------ | --------- |
| Мушки  | 275    | 66               | 176          | 23             | 10                 | 0         |
| Женски | 276    | 30               | 168          | 75             | 3                  | 0         |
| УКУПНО | 551    | 96               | 344          | 98             | 13                 | 0         |

| Пол    | Укупно                    | Пољопривреда, лов и шумарство | Рибарство                            | Вађење руде и камена | Прерађивачка индустрија       |
| ------ | ------------------------- | ----------------------------- | ------------------------------------ | -------------------- | ----------------------------- |
| Мушки  | 139                       | 59                            | 0                                    | 1                    | 38                            |
| Женски | 89                        | 62                            | 0                                    | 0                    | 9                             |
| УКУПНО | 228                       | 121                           | 0                                    | 1                    | 47                            |
| Пол    | Производња и снабдевање   | Грађевинарство                | Трговина                             | Хотели и ресторани   | Саобраћај, складиштење и везе |
| Мушки  | 1                         | 5                             | 5                                    | 7                    | 6                             |
| Женски | 0                         | 0                             | 5                                    | 5                    | 0                             |
| УКУПНО | 1                         | 5                             | 10                                   | 12                   | 6                             |
| Пол    | Финансијско посредовање   | Некретнине                    | Државна управа и одбрана             | Образовање           | Здравствени и социјални рад   |
| Мушки  | 0                         | 2                             | 2                                    | 5                    | 5                             |
| Женски | 0                         | 2                             | 0                                    | 1                    | 5                             |
| УКУПНО | 0                         | 4                             | 2                                    | 6                    | 10                            |
| Пол    | Остале услужне активности | Приватна домаћинства          | Екстериторијалне организације и тела | Непознато            | Непознато                     |
| Мушки  | 1                         | 0                             | 0                                    | 2                    | 2                             |
| Женски | 0                         | 0                             | 0                                    | 0                    | 0                             |
| УКУПНО | 1                         | 0                             | 0                                    | 2                    | 2                             |